# Stratiomys mandshurica
Stratiomys mandshurica är en tvåvingeart som först beskrevs av Pleske 1928.  Stratiomys mandshurica ingår i släktet Stratiomys och familjen vapenflugor. Inga underarter finns listade i Catalogue of Life.